# Prezydenci Radomia
Prezydenci Radomia – lista włodarzy miasta Radom na przestrzeni dziejów.

## Prezydenci okresu I Rzeczypospolitej
- 1760: Jakub Idziński
- 1770: Andrzej Żeglicki
- 1772: Antoni Omierski
- 1774: Krzysztof Dutuczyński
- 1775: Florian Kowalski
- 1776: Szymon Borkowski
- 1778: Jacek Duchanowski
- 1779: Franciszek Mizerski
- 1782: Franciszek Sowiński
- 1784: Franciszek Mizerski
- 1789: N.N.
  - wiceprezydent: Baltazar Węglowski[1]
- 1790: Antoni Majewski
- 1794: Antoni Stadnicki

## Prezydenci okresu zaborów
- 7 marca 1814 – 15 lutego 1816: Józef Franciszek Królikowski
- ok. 1820: Józef Bębnowski
- 1 stycznia 1829 – 17 października 1847: Feliks Lewkowicz
- 31 października 1847 – 30 sierpnia 1860: Franciszek Makowski
- sierpień lub wrzesień 1860 – ok. 30 lipca 1866: Aleksander Augustynowicz
- sierpień 1866 – 10 stycznia 1867: Feliks Ostromecki
- 12 stycznia 1867 – 1 lipca 1877: Feliks Maciejewski
- 1 lipca 1877 – 1 marca 1897: Roman Cennere
- 1 marca 1897 – 1905: Konstanty Zaremba
- ok. 1900: Roman Cennere
- 1905: Paweł Kłossowski
- 1910: Czesław Golczewski
- 1910–1915: Władysław Modzelewski
  - wiceprezydent Maciej Glogier
- 1916–1918: Tadeusz Przyłęcki (ND)
  - 1916–1918: wiceprezydent Zygmunt Hübner[2] (NZR)
  - 1916–1918: wiceprezydent Wacław Dębowski (bezpartyjny)

## Prezydenci okresu II RP

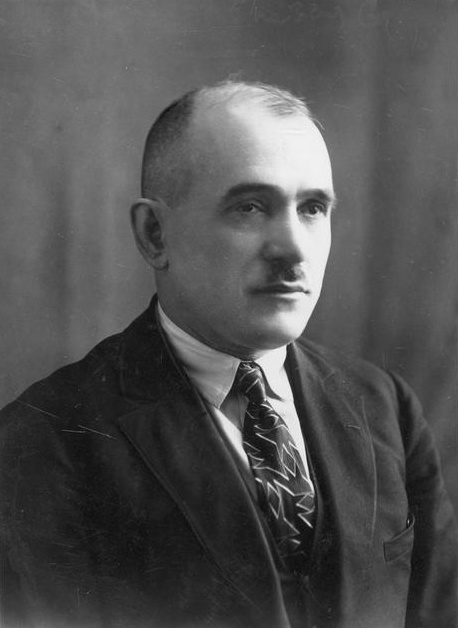
Józef Grzecznarowski, prezydent Radomia w 1927–1930 i 1938–1939

- 1919–1921: Franciszek Foryś (PPS; w koalicji też: 3 radnych Poalej Syjon, 2 radnych Bundu)
  - wiceprezydent Ignacy Domański
- 1921: Ignacy Domański (p.o.)
- 1921: Mieczysław Bilek
- 1921–1926: Tomasz Całuń (PPS; w koalicji też: 1 radny Poalej Syjon-Lewica, 1 radny Bundu)
- 1926–1927: Jan Michalski (SPN)
- 1927–1930: Józef Grzecznarowski (PPS)
  - 1927–1930: wiceprezydent: Władysław Uziembło (PPS)
- 1930–1934: Wiktor Pietrusiewicz[3]
- 1934–1938: Roman Szczawiński (PPS)
- 1938–1939: Józef Grzecznarowski (PPS)

## Prezydenci okresu II wojny światowej
- 1939–1941: Stefan Tyll
- 1941–1942: Jan Ossoliński

## Prezydenci okresu Polski Ludowej
- 1945–1948: Kazimierz Kiełczewski
- 1948–1949: Ludwik Przybylski
- 1949: Stanisław Wieczorek
- 1949–1950: Wacław Wrocławski
- 1950–1975: Prezydium Miejskiej Rady Narodowej w Radomiu
- 1975–1978: Tadeusz Karwicki
- 1978–1981: Bogdan Barszczyński
- 1981–1986: Andrzej Morawski
- 1986–1990: Marian Kurkowski

## Prezydenci okresu III RP
| L.p. | Okres            | Okres            | Okres                                                   | Portret                                                         | Prezydent                           | Okres | Okres            | Wiceprezydent                                                    |
| L.p. | Od               | Do               | Dni                                                     | Portret                                                         | Prezydent                           | Od | Do               | Wiceprezydent                                                    |
| ---- | ---------------- | ---------------- | ------------------------------------------------------- | --------------------------------------------------------------- | ----------------------------------- | --- | ---------------- | ---------------------------------------------------------------- |
| 1.   | 13 czerwca 1990  | 7 lipca 1994     |                                                         |                                                                 | Wojciech Gęsiak (ur. 1954) PC       | 13 czerwca 1990                                                                                                   | 7 lipca 1994     | Krzysztof Telka                                                  |
| 1.   | 13 czerwca 1990  | 7 lipca 1994     | 1992                                                    | Andrzej Lech                                                    | Wojciech Gęsiak (ur. 1954) PC       | 13 czerwca 1990                                                                                                   |                  |                                                                  |
| 1.   | 13 czerwca 1990  | 7 lipca 1994     | 1992                                                    | 7 lipca 1994                                                    | Wojciech Gęsiak (ur. 1954) PC       | Kazimierz Wlazło (ur. 1958) Stowarzyszenie „Pax”                                                                  |                  |                                                                  |
| 2.   | 7 lipca 1994     | 22 grudnia 1997  |                                                         |                                                                 | Kazimierz Wlazło (ur. 1958) AWS     | 7 lipca 1994 | 22 grudnia 1997  | Stanisław Bąk                                                    |
| 2.   | 7 lipca 1994     | 22 grudnia 1997  | Leszek Kłodziński                                       |                                                                 | Kazimierz Wlazło (ur. 1958) AWS     | 7 lipca 1994 | 22 grudnia 1997  |                                                                  |
| 2.   | 7 lipca 1994     | 22 grudnia 1997  | Ryszard Fałek (ur. 1954) wiceprezydent ds. edukacjiPChD |                                                                 | Kazimierz Wlazło (ur. 1958) AWS     | 7 lipca 1994 | 22 grudnia 1997  |                                                                  |
| 3.   | 22 grudnia 1997  | 2 listopada 1998 |                                                         |                                                                 | Ryszard Fałek (ur. 1954) PChD       | 22 grudnia 1997                                                                                                   | 2 listopada 1998 | Mariusz Brymora (ur. 1959)                                       |
| 4.   | 2 listopada 1998 | 2002             |                                                         |                                                                 | Adam Włodarczyk (ur. 1954) SLD      | 2 listopada 1998                                                                                                  | 2002             | Józef Nita SLD                                                   |
| 4.   | 2 listopada 1998 | 2002             | Grzegorz Skwarczyński UW                                |                                                                 | Adam Włodarczyk (ur. 1954) SLD      | 2 listopada 1998                                                                                                  | 2002             |                                                                  |
| 4.   | 2 listopada 1998 | 2002             | 2000                                                    | Janusz Zych wiceprezydent ds. edukacji SLD                      | Adam Włodarczyk (ur. 1954) SLD      | 2 listopada 1998                                                                                                  |                  |                                                                  |
| 4.   | 2 listopada 1998 | 2002             | 2000                                                    | 2002                                                            | Adam Włodarczyk (ur. 1954) SLD      | Janusz Wieczorek wiceprezydent ds. edukacji SLD                                                                   |                  |                                                                  |
| 5.   | 2002             | 2006             |                                                         |                                                                 | Zdzisław Marcinkowski (ur. 1950) SD | 2002 | 2006             | Andrzej Banasiewicz SD                                           |
| 5.   | 2002             | 2006             | Krzysztof Gajewski „Radomianie Razem”                   |                                                                 | Zdzisław Marcinkowski (ur. 1950) SD | 2002 | 2006             |                                                                  |
| 5.   | 2002             | 2006             | Józef Nita SLD                                          |                                                                 | Zdzisław Marcinkowski (ur. 1950) SD | 2002 | 2006             |                                                                  |
| 5.   | 2002             | 2006             | 2004                                                    | Barbara Kutkowska wiceprezydent ds. edukacji „Radomianie Razem” | Zdzisław Marcinkowski (ur. 1950) SD | 2002 |                  |                                                                  |
| 5.   | 2002             | 2006             | 2004                                                    | 2006                                                            | Zdzisław Marcinkowski (ur. 1950) SD | Anna Szczepańska wiceprezydent ds. edukacji                                                                       |                  |                                                                  |
| 6.   | 2006             | 9 grudnia 2014   |                                                         |                                                                 | Andrzej Kosztowniak (ur. 1976) PiS  | 2006 | 2010             | Robert Skiba I wiceprezydent PiS                                 |
| 6.   | 2006             | 9 grudnia 2014   | 2006                                                    | 9 grudnia 2014                                                  | Andrzej Kosztowniak (ur. 1976) PiS  | Ryszard Fałek (ur. 1954) III wiceprezydent ds. edukacji (2006–2010) II wiceprezydent ds. edukacji (2010–2014) PiS |                  |                                                                  |
| 6.   | 2006             | 9 grudnia 2014   | 2006                                                    | 9 grudnia 2014                                                  | Andrzej Kosztowniak (ur. 1976) PiS  | Anna Kwiecień (ur. 1964) IV wiceprezydent (2006–2010) III wiceprezydent (2010–2014) PiS                           |                  |                                                                  |
| 6.   | 2006             | 9 grudnia 2014   | 2007                                                    | 9 grudnia 2014                                                  | Andrzej Kosztowniak (ur. 1976) PiS  | Igor Marszałkiewicz II wiceprezydent (2007–2010) I wiceprezydent (2010–2014) PiS                                  |                  |                                                                  |
| 6.   | 2006             | 9 grudnia 2014   | 2010                                                    | 9 grudnia 2014                                                  | Andrzej Kosztowniak (ur. 1976) PiS  | Krzysztof Ferensztajn IV wiceprezydent PSL                                                                        |                  |                                                                  |
| 7.   | 9 grudnia 2014   | nadal            |                                                         |                                                                 | Radosław Witkowski (ur. 1974) PO    | 9 grudnia 2014 | 2020             | Karol Semik (ur. 1953) I wiceprezydent ds. edukacji i kultury PO |
| 7.   | 9 grudnia 2014   | nadal            | 12 listopada 2015                                       | Anna Białkowska (ur. 1971) II wiceprezydent PO                  | Radosław Witkowski (ur. 1974) PO    | 9 grudnia 2014 |                  |                                                                  |
| 7.   | 9 grudnia 2014   | nadal            | 23 listopada 2015                                       | Rafał Rajkowski (ur. 1973) III wiceprezydent PO                 | Radosław Witkowski (ur. 1974) PO    | 9 grudnia 2014 |                  |                                                                  |
| 7.   | 9 grudnia 2014   | nadal            | 12 listopada 2015                                       | 12 listopada 2019                                               | Radosław Witkowski (ur. 1974) PO    | Konrad Frysztak (ur. 1986) II wiceprezydent PO                                                                    |                  |                                                                  |
| 7.   | 9 grudnia 2014   | nadal            | 23 listopada 2015                                       | 2023                                                            | Radosław Witkowski (ur. 1974) PO    | Jerzy Zawodnik III wiceprezydent PO                                                                               |                  |                                                                  |
| 7.   | 9 grudnia 2014   | nadal            | 2023                                                    | nadal                                                           | Radosław Witkowski (ur. 1974) PO    | Mateusz Tyczyński (ur. 1984) I wiceprezydent PO                                                                   |                  |                                                                  |
| 7.   | 9 grudnia 2014   | nadal            | 2023                                                    | nadal                                                           | Radosław Witkowski (ur. 1974) PO    | Katarzyna Kalinowska (ur. 1978) II wiceprezydent PO                                                               |                  |                                                                  |
| 7.   | 9 grudnia 2014   | nadal            | 2023                                                    | nadal                                                           | Radosław Witkowski (ur. 1974) PO    | Marta Michalska-Wilk (ur. 1987) III wiceprezydent PO                                                              |                  |                                                                  |

## Literatura
- Sebastian Piątkowski, „Radom – zarys dziejów miasta”, Radom 2000, ISBN 83-914912-0-X.